# Admiral Čabanenko (cacciatorpediniere)

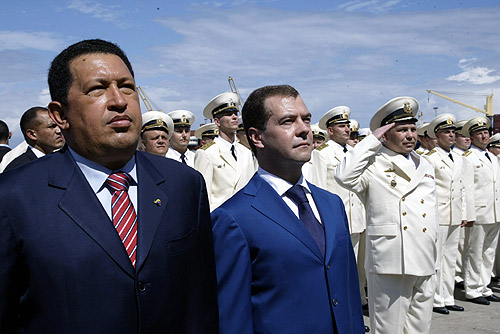
Il presidente venezuelano Hugo Chavez e il presidente russo Dmitry Medvedev a bordo dell'Admiral Čabanenko nel 2008.

Admiral Čabanenko è un cacciatorpediniere antisommergibile di classe Udaloy II appartenente alla Marina russa. La nave fu impostata nel 1989, durante l'era sovietica, e completata nel 1999, dalla Federazione Russa, a seguito la dissoluzione dell'Unione Sovietica. Entrò in servizio con la Flotta del Nord lo stesso anno.
L'Admiral Čabanenko è l'unica nave del progetto Progetto 1155.1, una versione modificata del Progetto 1155 classe Udaloy. Questa variante, chiamata classe Udaloy II, è equipaggiata con sistemi d'arma avanzati, tra cui il missile antinave SS-N-22 ed il sistema sonar della serie "Zvezda" M-2. La nave prende il nome dall'ammiraglio Andrei Čabanenko, comandante della Flotta del Nord tra il 1952 e il 1962.
Nel 2008, l'Admiral Čabanenko divenne la prima nave da guerra russa a transitare attraverso il Canale di Panama dalla seconda guerra mondiale. Nello stesso periodo partecipò ad esercitazioni congiunte con la Marina venezuelana. Alla fine del 2009, insieme al rimorchiatore di salvataggio Shakhter della flotta del Mar Nero, fu inviata al largo del Corno d'Africa per partecipare a missioni antipirateria al largo delle coste somale. In seguito, le due navi raggiunserò la base navale di Norfolk per partecipare a FRUKUS 2011, una serie di esercitazioni congiunte tra le marine russa, francese, britannica e statunitense, tenutesi dal  23 al 30 giugno 2011.
Nel dicembre 2013 l'Admiral Čabanenko fu ormeggiata presso il 35° cantiere di riparazione navale di Murmansk per sottoporsi alla revisione dei motori. Nell'agosto 2017, la riparazione fu estesa ad un rinnovamento più ampio con la conclusione prevista per dicembre 2019. Tuttavia i lavori di ammodernamento si sono prolungati e nel settembre 2023, è stato comunicato che l'Admiral Čabanenko non tornerà in servizio prima del 2025.